# 파푸아뉴기니 올림픽 위원회
파푸아뉴기니 올림픽 위원회(영어: Papua New Guinea Olympic Committee)는 파푸아뉴기니를 대표하는 국가 올림픽 위원회이다. IOC 코드는 PNG이다. 본부는 포트모르즈비에 있으며 오세아니아 국가 올림픽 위원회에 소속되어 있다.
1973년에 설립되었으며 1974년에 국제 올림픽 위원회의 승인을 받았다. 올림픽, 퍼시픽 게임, 코먼웰스 게임을 비롯한 국제 스포츠 대회에 참가하는 파푸아뉴기니의 선수들을 대표한다.

## 같이 보기
- 올림픽 파푸아뉴기니 선수단